# Save Me (serie de televisión)
Save Me es una serie de televisión de comedia de situación estadounidense protagonizada por Anne Heche, que interpreta a una mujer que tras estar a punto de morir atragantada con un bocadillo, empieza a creer que se ha establecido una línea directa entre ella y Dios. La cadena NBC encargó 13 episodios de la ficción en mayo de 2012, cuyo estreno se realizó en la segunda mitad de la temporada televisiva de 2012-2013.

## Reparto
- Anne Heche como Beth Harper.
- Michael Landes como Tom Harper.
- Alexandra Breckenridge como Carly Brugano.
- Heather Burns como Jenna Derring.
- Madison Davenport como Emily Harper.
- Lamman Rucker como Dr. John Wilkins

## Episodios
| Season | Season | Episodes | Originally aired (U.S. dates) | Originally aired (U.S. dates) |
| Season | Season | Episodes | Estreno de temporada          | Final de temporada            |
| ------ | ------ | -------- | ----------------------------- | ----------------------------- |
|        | 1      | 13       | 23 de mayo de 2013            | —                             |

### Temporada 1 (2013)
| N.º | Título                 | Título (castellano)         | Dirigido por | Escrito por         | Fecha original de transmisión | Código de producción | Espectadores (Estados Unidos) (millones) |
| --- | ---------------------- | --------------------------- | ------------ | ------------------- | ----------------------------- | -------------------- | ---------------------------------------- |
| 1 | «The Book of Beth»     | El Libro de Beth            | Scott Winant | John Scott Shepherd | 23 de mayo de 2013            | 100                  | —                                        |
| Una esposa y madre ausente (Anne Heche como Beth Harper) que sufre una dramática experiencia cercana a la muerte, y que revive sólo para descubrir que ahora recibe mensajes de Dios. A medida que ella se acostumbra a sus nuevos poderes y comienza a dar consejos que son sorprendentemente precisos, su esposo Tom (Michael Landes, "Destino Final 2") no le cree y su hija adolescente Emily (Madison Davenport, "Shameless") queda horrorificada. Para hacer peor las cosas, la amante de Tom, Carly (Alexandra Breckenridge, "American Horror Story") aparece para enfrentar a Beth acerca de la aventura de su esposo y sufre una desagradable sorpresa. |                        |                             |              |                     |                               |                      |                                          |
| 2 | «Take It Back»         | Devuélvelo                  | Scott Winant | Darlene Hunt        | 23 de mayo de 2013            | 106                  | —                                        |
| Beth comienza una nueva vida recta y correcta, y desea corregir los errores que cometió con sus viejos amigos ofendiéndolos. Sus esfuerzos para devolver una máquina de café expreso que robó hace mucho tiempo a su vecina Maggie (Joy Osmanski) no le resultan bien. Mientras tanto Tom trata de acostumbrarse a la habilidad de su esposa de comunicarse con Dios, y ambos intentan de darle algún grado de normalidad a su vida junto con sus viejos amigos y su hija Emily. |                        |                             |              |                     |                               |                      |                                          |
| 3 | «WWJD»                 | —                           | —            | —                   | 30 de mayo de 2013            | 107                  | —                                        |
| 4 | «Heal Thee»            | Cúralo                      | —            | —                   | 30 de mayo de 2013            | 108                  | —                                        |
| 5 | «Whatever the Weather» | Cualquiera que sea el Clima | —            | —                   | 6 de junio de 2013            | 109                  | —                                        |
| 6 | «Heavenly Hostess»     | Anfitriona Celestial        | —            | —                   | 6 de junio de 2013            | 110                  | —                                        |
| 7 | «Holier Than Thou»     | Más Sagrada que Tú          | —            | —                   | 13 de junio de 2013           | —                    | —                                        |